# Naga Mariah
Naga Mariah is een bestuurslaag in het regentschap Simalungun van de provincie Noord-Sumatra, Indonesië. Naga Mariah telt 944 inwoners (volkstelling 2010).